# جنگل‌های پهن‌برگ جنب‌حاره‌ای هیمالیا
جنگل‌های پهن‌برگ جنب‌حاره‌ای هیمالیا (به لاتین: Himalayan subtropical broadleaf forests) یک منطقهٔ و جنگل‌ در بوتان است.